# Olympische Sommerspiele 2008/Kanu – Zweier-Kajak 500 m (Männer)
Die Wettkämpfe im Zweier-Kajak über 500 Meter bei den Olympischen Sommerspielen 2008 wurden vom 19. bis zum 23. August 2008 auf der Rennstrecke im Olympischen Ruder- und Kanupark Shunyi ausgetragen.
Es war bis 2024 die letzte Austragung über diese Distanz bei Olympischen Spielen.

## Ergebnisse

### Vorläufe
Bei den zwei Vorläufen am 19. August erreichten die jeweils drei schnellsten Boote direkt das Finale; die Plätze vier bis sieben sowie der zeitschnellere Achte zogen ins Halbfinale ein.

#### Vorlauf 1
| Rang | Athleten                           | Nation      | Zeit         | Bemerkung  |
| ---- | ---------------------------------- | ----------- | ------------ | ---------- |
| 1    | Ronald Rauhe Tim Wieskötter        | Deutschland | 1:28,736 min | Finale     |
| 2    | Vincent Lecrubier Sébastien Jouve  | Frankreich  | 1:29,805 min | Finale     |
| 3    | Andrea Facchin Antonio Scaduto     | Italien     | 1:30,240 min | Finale     |
| 4    | Krists Straume Kristaps Zaļupe     | Lettland    | 1:31,020 min | Halbfinale |
| 5    | Alvydas Duonėla Egidijus Balčiūnas | Litauen     | 1:31,232 min | Halbfinale |
| 6    | Clint Robinson Jacob Clear         | Australien  | 1:31,712 min | Halbfinale |
| 7    | Alexei Derguno Dmitri Kaltenberger | Kasachstan  | 1:33,363 min | Halbfinale |
| 8    | Shen Jie Huang Zhipeng             | China       | 1:34,432 min |            |

#### Vorlauf 2
| Rang | Athleten                                 | Nation    | Zeit         | Bemerkung  |
| ---- | ---------------------------------------- | --------- | ------------ | ---------- |
| 1    | Raman Petruschenka Wadsim Machneu        | Belarus   | 1:28,661 min | Finale     |
| 2    | Saúl Craviotto Carlos Pérez              | Spanien   | 1:28,983 min | Finale     |
| 3    | Zoltán Kammerer Gábor Kucsera            | Ungarn    | 1:30,099 min | Finale     |
| 4    | Richard Dessureault-Dober Andrew Willows | Kanada    | 1:30,234 min | Halbfinale |
| 5    | Kim Wraae Knudsen René Holten Poulsen    | Dänemark  | 1:30,348 min | Halbfinale |
| 6    | Marek Twardowski Adam Wysocki            | Polen     | 1:32,107 min | Halbfinale |
| 7    | Mika Hokajärvi Kalle Mikkonen            | Finnland  | 1:33,785 min | Halbfinale |
| 8    | José Giovanni Ramos Gabriel Rodríguez    | Venezuela | 1:34,220 min | Halbfinale |

### Halbfinale
Die drei schnellsten Boote des Halbfinals erreichten den Endlauf.
| Rang | Athleten                                 | Nation     | Zeit         | Bemerkung |
| ---- | ---------------------------------------- | ---------- | ------------ | --------- |
| 1    | Richard Dessureault-Dober Andrew Willows | Kanada     | 1:31,232 min | Finale    |
| 2    | Marek Twardowski Adam Wysocki            | Polen      | 1:31,481 min | Finale    |
| 3    | Kim Wraae Knudsen René Holten Poulsen    | Dänemark   | 1:31,796 min | Finale    |
| 4    | Krists Straume Kristaps Zaļupe           | Lettland   | 1:32,649 min |           |
| 5    | Alvydas Duonėla Egidijus Balčiūnas       | Litauen    | 1:32,887 min |           |
| 6    | Alexei Derguno Dmitri Kaltenberger       | Kasachstan | 1:33,512 min |           |
| 7    | Clint Robinson Jacob Clear               | Australien | 1:33,839 min |           |
| 8    | Mika Hokajärvi Kalle Mikkonen            | Finnland   | 1:34,994 min |           |
| 9    | José Giovanni Ramos Gabriel Rodríguez    | Venezuela  | 1:37,285 min |           |

### Finale
| Rang | Athleten                                 | Nation      | Zeit         |
| ---- | ---------------------------------------- | ----------- | ------------ |
| 1    | Saúl Craviotto Carlos Pérez              | Spanien     | 1:28,736 min |
| 2    | Ronald Rauhe Tim Wieskötter              | Deutschland | 1:28,827 min |
| 3    | Raman Petruschenka Wadsim Machneu        | Belarus     | 1:30,005 min |
| 4    | Zoltán Kammerer Gábor Kucsera            | Ungarn      | 1:30,285 min |
| 5    | Kim Wraae Knudsen René Holten Poulsen    | Dänemark    | 1:30,569 min |
| 6    | Richard Dessureault-Dober Andrew Willows | Kanada      | 1:30,857 min |
| 7    | Vincent Lecrubier Sébastien Jouve        | Frankreich  | 1:31,312 min |
| 8    | Marek Twardowski Adam Wysocki            | Polen       | 1:31,869 min |
| 9    | Andrea Facchin Antonio Scaduto           | Italien     | 1:31,934 min |